# Kali iodide
Kali iodide là hợp chất vô cơ có công thức hóa học KI. Đây là muối iodide phổ biến nhất trên thị trường, với sản lượng khoảng 37.000 tấn năm 1985. KI ít hút ẩm hơn so với NaI. Muối KI để lâu hoặc không nguyên chất thường có màu vàng.

## Cấu trúc
Kali iodide là hợp chất ion, cấu trúc tinh thể ở dạng như muối ăn NaCl.

## Điều chế
KI được điều chế bằng phản ứng giữa KOH và iod:
6KOH + 3I2 → 5KI + KIO3 + 3H2O

## Ứng dụng
- KI với liều lượng 130 mg thường được dùng cho mục đích cấp cứu phơi nhiễm phóng xạ.
- KI cũng được sử dụng trong dạng dung dịch bão hòa với khoảng 1000 mg KI/mL.
- KI hoặc KIO3 thường được trộn vào muối ăn làm muối iod.[1]

## Tính chất

### Hóa vô cơ
Ion iodide bị oxy hóa thành iod tự do bởi các chất oxy hóa mạnh như acid sunfuric đặc, kali pemanganat, khí chlor:
8KI  (l) + 5H2SO4 (đ) → 4K2SO4 (l) + 4I2 (k) + H2S (k) + 4H2O (l)
4KI + 2CO + O2 → 2K2CO3 + 2I2
Phản ứng này dùng để phân tách iod từ chất thiên nhiên.
Cũng giống như các muối iodide khác, KI tạo muối triodide I3− khi xử lý với I2:
KI(l) + I2 (r) → KI3 (l)
KI cũng được sử dụng trong việc tráng phim:
KI(l) + AgNO3 (l) → AgI(r) + KNO3 (l)

### Hóa hữu cơ
Trong lĩnh vực này, KI được sử dụng như một nguồn cung cấp iod cho các phản ứng tổng hợp hữu cơ, ví dụ như phản ứng điều chế các muối arenediazonium: